# 山名時長
山名 時長（やまな ときなが）は、南北朝時代から室町時代にかけての守護大名。父は山名時義。兄に時熙。父:時義の養子・氏之。山名時義の次男。
　　　　

## 生涯
山名時義の次男として誕生。
元中6年/康応元年（1389年）父時義が死去し、長兄時熙が惣領を継いだ。
しかし、前から時義が惣領となったことに不満を抱いていた叔父氏清と満幸の自認することが頂点に達し、氏清と満幸は将軍・義満に時熙、氏之討伐を下し、氏清は時熙を攻めて追放、氏清は時熙の領国但馬を手に入れた。義満が時熙、氏之を赦免し、元中8年/明徳2年（1391年）12月に氏清と満幸は丹後で挙兵して京都に攻め入る。合戦は京都内野で行われ、大内義弘や赤松義則、京極高詮などの幕府軍の反攻に遭って氏清は討ち死、満幸は敗走した。
兄時熙が亡くなった年は永享7年（1435年）である。時長の没年ははっきりしないが、時熙が亡くなるまでの間に亡くなっているのは確かである。